# 갈리시아의 날

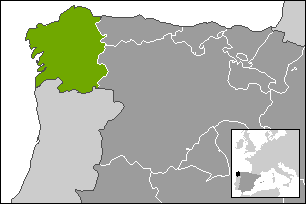
갈리시아의 위치

갈리시아의 날(스페인어: Día Nacional de Galicia 또는 Día da Patria Galega)은 스페인의 갈리시아 지방의 국경일이다. 갈리시아 지방은 스페인의 자치 지방 중 하나로서 포르투갈과 국경을 접하고 있다. 스페인에서는 자치 지방이 기념하는 공휴일을 따로 지정할 수 있도록 하고 있는데 그중 하나에 해당하는 것으로서 7월 25일이다.